# Flâmine dial

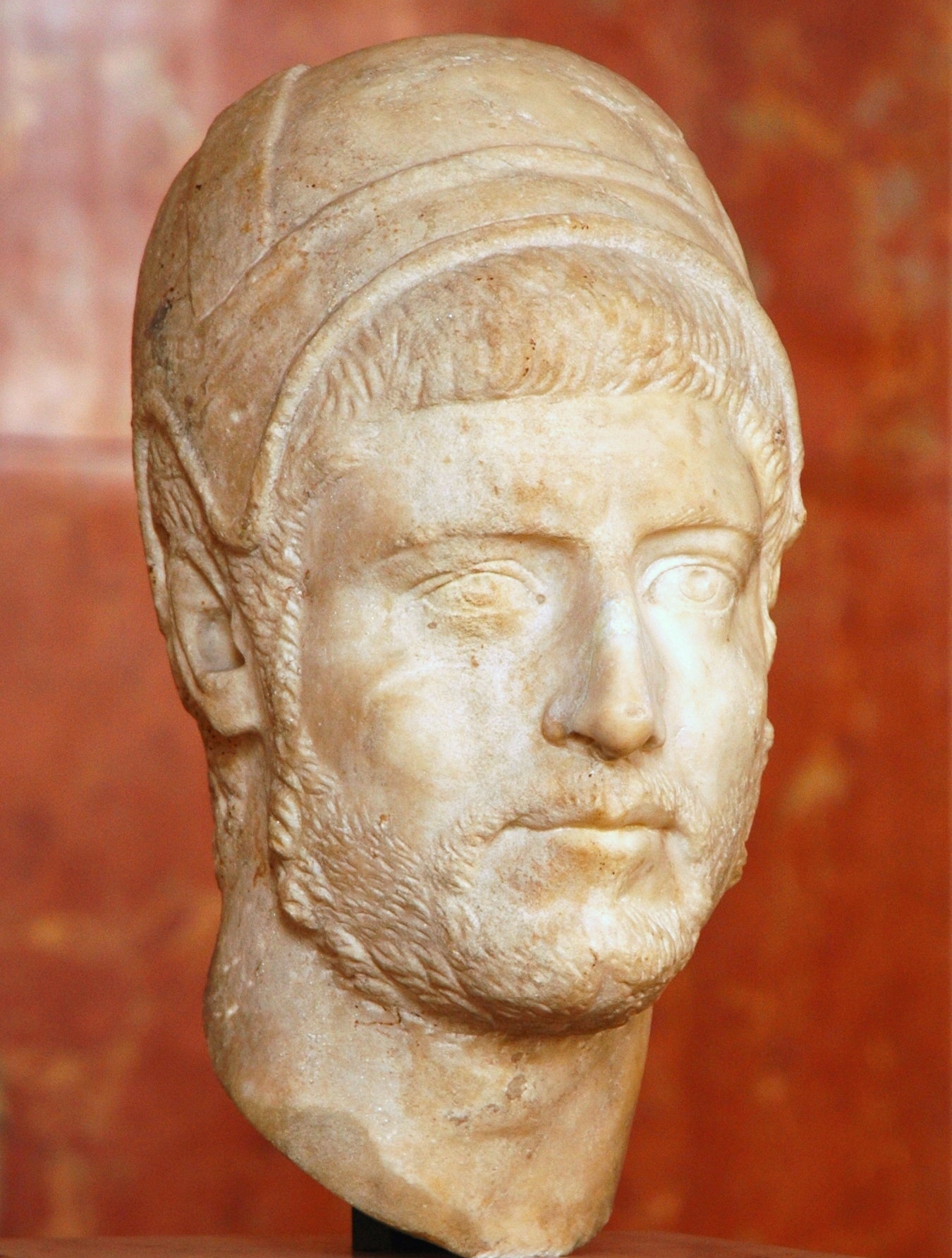
Flâmine
busto no Museu do Louvre

O flâmine dial (em latim: Flamen Dialis), na Roma Antiga, era o alto sacerdote de Júpiter, um importante cargo religioso. Quando o cargo estava vago, três pessoas descendentes de patrícios casadas de acordo com a cerimónia do Confarreatio (matrimónio tradicional romano) eram nomeadas pelas assembleias do povo. Um dos três era eleito (captus) e consagrado (inaugurabatur) pelo pontífice máximo. A versão feminina do cargo era conhecida como Flamínica Dial.

## Privilégios
O flâmine dial desfrutava de honras peculiares, como ser considerado emancipado do controlo paterno, tornando-se sui juris. Era o único de entre todos os sacerdotes que vestia o albogalero tinha o direito a ser escoltado por um lictor, a usar a toga pretexta e o assento curul, e a sentar-se no senado romano em virtude do seu ofício. Este último privilégio, depois de ter sido discutido durante um largo período, foi aceite por César Valério Flaco (209 a.C.). Segundo Tito Lívio a demanda foi aceite devido ao seu carácter pessoal e não por se acreditar na justiça do pedido.
Outros privilégios e costumes incluíam o facto de se sentarem acima de todos num banquete, à excepção do rei das coisas sagradas. Se um condenado se refugiasse em sua casa, as grilhetas eram imediatamente abertas e transportadas através do implúvio até à rua e se um criminoso a caminho do seu castigo se encontrasse com o flâmine dial e lhe suplicasse a liberdade a seus pés era perdoado imediatamente.

## Obrigações
Apesar de todos os privilégios, o flâmine dial tinha uma panóplia de obrigações e restrições ainda mais vasta, compiladas por Aulo Gélio através das obras de Quinto Fábio Pictor e Masúrio Sabino, enquanto que Plutarco, no sua obra "Questões Romanas" explica a sua importância. Por exemplo: era ilegal passar a noite fora da cidade (uma regra que parece ter sido modificada por Augusto ao ponto de permitir uma ausência de até duas noites, e estava proibido de dormir fora da sua própria cama durante três noites consecutivas (de maneira que era impossível governar uma província). Não podia montar a cavalo, nem mesmo tocar num, não podia ver um exército armado sem o pomério (pomoerium) e não podia ser eleito para um consulado. Não podia aceitar nenhum tipo de magistratura, apesar desta proibição não ter sido respeitada nos últimos anos.
O objectivo destas regras era converter o sacerdote num Jovi Adsiduum Sacerdotem, que prestava atenção constante às tarefas do seu sacerdócio e que evitasse as tentações de descuidar as suas tarefas.
Também as superstições eram numerosas, embora as que se enumeram de seguida são especulações feitas através das obras de Plutarco, Festo e Plínio, o Velho: não podiam realizar juramentos, não podiam usar anéis nisi pervio et cass, a menos que não apresente inscrições ou anéis, não podiam despir-se em espaços abertos, não podiam sair sem o penteado apropriado, não podiam caminhar por um caminho coberto por vinhas.
Não podia tocar no chão, nem no pão levedado, nem em cadáveres, cães, cabras, heras, feijões, ou carne crua. Não podia entrar num bustum (sepulcro) a não ser que fosse para ir a um funeral.
Só um homem livre podia cortar o seu cabelo e as unhas, que eram enterradas por baixo dum Árvore Feliz (felix arbor). Ninguém podia dormir na sua cama, cujas pernas eram cobertas por argila fina. Era também ilegal colocar uma caixa com "bolos sacrificiais" em contacto com a cama.

## Matrimónio e Flamínica
O flâmine dial devia casar-se com uma mulher virgem mediante o rito do confarreatio, cuja regulação também se aplicava aos outros flâmines maiores. Como a ajuda da mulher era essencial para a realização de alguns ritos, o divórcio não era permitido, e se ela morresse ele era obrigado a demitir-se.
O nome que se dava à mulher dos diales era Flamínica e as restrições do marido eram-lhe também impostas. O seu vestido consistia num traje tingido (venenato operitur); o seu cabelo era apanhado acima do pescoço por uma faixa púrpura em forma de cone (tutulus). Usava um manto pequeno com um bordado (rica) ao qual estava atado um pedaço de Árvore Feliz.
Em cada núndinas (nundinae; dia do mercado feito a cada nove dias) um carneiro era sacrificado a Júpiter na Régia pela flamínica.